# Ozeanien-Meisterschaften im BMX-Freestyle
Die Ozeanien-Meisterschaften im BMX-Freestyle sind jährliche, erstmals 2019 ausgetragene Wettbewerbe, die vom Ozeanischen Radsportverband OCC ausgerichtet werden. Sie bestehen aus Wettkämpfen in der olympischen Freestyle-Variante Park.

## Geschichte
Nachdem BMX-Freestyle für die Olympischen Sommerspiele 2020 erstmals ins Programm genommen worden war, schuf der Radsport-Weltverband UCI ein Qualifikationsranking, in das auch die Ergebnisse kontinentaler Meisterschaften einfließen konnten. Die meisten kontinentalen Radsportverbände riefen daraufhin solche Meisterschaften ins Leben, darunter die OCC.
Nach dem Auftakt 2019 entfielen die Ausgaben 2020 und 2021 infolge der Corona-Pandemie. Seit 2022 finden sie wieder statt. Bislang standen fast ausschließlich australische Athleten am Start, lediglich 2019 gab es zwei neuseeländische Teilnehmer. Der Frauen-Wettbewerbe hatten bislang stets einstellige Teilnehmerzahlen.

## Austragungsorte
- 2019:  Melbourne (7. Dezember)
- 2020–2021: nicht ausgetragen
- 2022:  Brisbane (10. April)
- 2023:  Brisbane (20. März)
- 2024:  Brisbane (24. März)
- 2025:  Brisbane (23. März)

## Ergebnisse

### Männer
| Jahr | Erster         | Zweiter        | Dritter        |
| ---- | -------------- | -------------- | -------------- |
| 2019 | Logan Martin   | Brandon Loupos | Jake Wallwork  |
| 2022 | Logan Martin   | Brandon Loupos | Jaie Toohey    |
| 2023 | Logan Martin   | Jaie Toohey    | Alex Danelutti |
| 2024 | Brandon Loupos | Samual Grace   | Jaie Toohey    |
| 2025 | Keegan Pryor   | Jaie Toohey    | Xavier Gilbee  |

### Frauen
| Jahr | Erste           | Zweite                                 | Dritte                                 |
| ---- | --------------- | -------------------------------------- | -------------------------------------- |
| 2019 | Natalya Diehm   | mangels Teilnehmerinnen nicht vergeben | mangels Teilnehmerinnen nicht vergeben |
| 2022 | Sarah Nicki     | Anais Prince                           | Porschea Longbottom                    |
| 2023 | Sarah Nicki     | Natalya Diehm                          | Anais Prince                           |
| 2024 | Natalya Diehm   | Sarah Nicki                            | Shanae Richmond                        |
| 2025 | Sarah Skotnicki | Mylee Toohey                           | Keilana Stanford-Modini                |